# Biserica ortodoxă „Sf. Apostoli Petru și Pavel” din Medgidia
Biserica ortodoxă cu hramul „Sf. Apostoli Petru și Pavel” din Medgidia a fost construită între anii 1890-1899. A purtat inițial numele de „Catedrala Ortodoxă”, fiind ridicată pe ruinele unui castru roman.

## Scurt istoric
Anterior construcției acestei biserici din Medgidia, exista o mică biserică ce avea hramul „Sf. Chiril și Metodiu”, la care a slujit preotul bulgar Ștefan. Aflată la 80 de metri de locul actualei biserici cu hramul „Sf. Apostoli Petru și Pavel”, vechea biserică a fost demolată în anul 1899, iar pe locul unde a existat altarul a fost ridicat un monument de marmură. În anul 1964, acest monument a fost strămutat lângă altarul bisericii și i s-a refăcut crucea (a fost reconstruită crucea care se pierduse anterior).
În 1897, zidurile bisericii au fost ridicate până la înălțimea de un metru, dar stagnau din lipsa fondurilor. Un grup format din preotul localității, primarul și un negustor s-au deplasat la București pentru a obține fonduri de la Ministerul Cultelor. Ca urmare a acestui demers, a fost obținută suma de 10000 de lei de la ministrul Take Ionescu pentru finalizarea lucrărilor bisericii.
Lucrările s-au finalizat în 1898, iar biserica a fost sfințită pe 25 martie 1899, hramul actualei biserici fiind ”Sf. Apostoli Petru și Pavel”. Slujba a fost oficiată de Prea Sfințitul Episcop al Dunării de Jos, înconjurat de clerul local.
Constructorul bisericii a fost I. Teodoriade, iar ctitorul așezământului religios a fost preotul Cristache Georgescu, care a slujit timp de 48 de ani, între anii 1890 și 1938, fiind înmormântat în curtea bisericii.
Pictura murală a plafonului, turla cea mare și pereții au fost pictați cu scene biblice în nuanțe plăcute, cu un simț artistic desăvârșit. Cea mai mare parte a icoanelor de pe altar aparțin aceluiași pictor, care vădește un talent remarcabil.

## Stilul și structura
Stilul arhitectonic este cel romano-bizantin.
Biserica este astfel structurată: 3 turle, două mici și una mare; altarul este din lemn de nuc sculptat; 8 coloane în stil corintic, la înălțimea ușilor împărătești, iar deasupra alte 8 coloane în același stil. Între primele coloane sunt poziționate icoane mari cu rame, care au deasupra ghirlande impresionante de flori expuse, precum și icoane mici în mai multe rânduri. Aceste icoane au rama formată din câte 2 coloane mici, răsucite.
Ușile împărătești, ca și cele două laturi, sunt tot din lemn de nuc, cu ornamentații, precum și două strane - una regală și una episcopală.
Există la noul edificiu două plăci de marmură ce conțin anumite date:
1. Prima placă, de marmură, din altarul bisericii atestă începutul construcției: „Regatul României, Județul Constanța. În anul 1890 luna iulie în 20 s-a pus temelia Bisericii Ortodoxe Române în urbea Medgidia cu patronul Sf. Apostoli Petru și Pavel, sub domnia regelui Carol I. Biserica face parte din Eparhia Dunării de Jos, având ca Episcop pe P.S. Părintele Partenie, prefectul Județului - Colonel Schelleti, Administratorul Plasii - B. Kogălniceanu, Protoiereul Județului - R.D. Mircea, Comitetul Construcțiunii: D.C. Antonescu – președintele, Ef. V. Stiuca – vicepreședinte, Ion. Ghibu, R. Nițulescu, P. Răchiteanu, A. Marinoff – membri”.
2. A doua placă conține următoarea inscripție care atestă sfințirea lăcașului de cult: „Sub domnia glorioasă a majestății sale regelui Carol I...”

Din prima placă, o parte a fost acoperită cu un strat de tencuială, iar cea de-a doua se află în cafasul bisericii.